# (2795) Лепаж
(2795) Лепаж (фр. Lepage) — астероид из группы главного пояса, который был открыт 16 декабря 1979 года бельгийским астрономом Анри Дебеонь в обсерватории Ла-Силья и назван в честь бельгийского математика Теофиле Лепажа (фр. Théophile Lepage). 

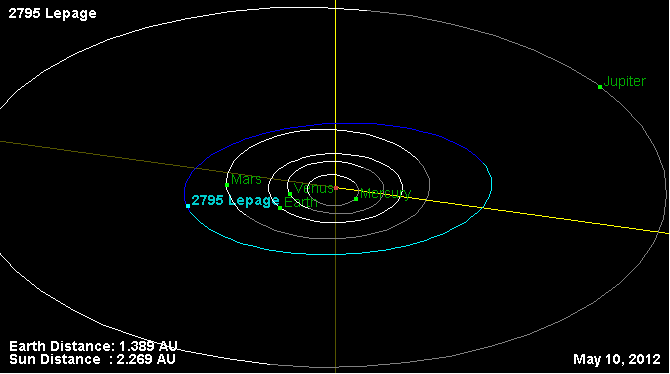
Орбита астероида Лепаж и его положение в Солнечной системе